# ساسایاما، هیوگو
ساسایاما در استان هیوگو در کشور ژاپن واقع شده‌است  که دارای جمعیت ۴۴٬۳۴۵ نفر و مساحت ۳۷۷٫۶۱ کیلومتر مربع با تراکم جمعیت ۱۱۷  نفر در کیلومترمربع است و در تاریخ ۱ آوریل ۱۹۹۹ به عنوان شهر شناخته شد.